# گاس گریسوم
گاس گریسوم (به انگلیسی: Virgil Ivan Grissom) فضانورد اهل ایالات متحده آمریکا است که در ۳ آوریل ۱۹۲۶ میلادی در میچل، ایندیانا زاده شد. وی در مأموریت جمینای ۳، آپولو ۱ حضور داشته است.